# Championnats d'Europe de char à voile 2018
Navigation
2017 2019
Les 53e championnats d'Europe de char à voile 2018, organisés par le pays hôte sous l'égide de la fédération internationale du char à voile, se sont déroulés du 29 septembre au 5 octobre 2018 à Sankt Peter-Ording en Allemagne. Ce sont aussi les 15e championnats du monde de char à voile 2018.

## Podiums
| Épreuve         | Or                  | Argent           | Bronze          |
| --------------- | ------------------- | ---------------- | --------------- |
| Classe Standart | Kevin Mingot        | Dominique Pageot | Graeme Grant    |
| Classe 2        | Xavier Godet        | Jens Markowitz   | Henri Demuysere |
| Classe 3        | Egon Plovier        | Antoine Giret    | Olivier Imbert  |
| Classe 5        | Aurélien Morandière | Alban Morandière | Brice Petit     |
| Classe 8        | F. Kerker           | D. Van Boven     | B. Bisschoff    |

| Épreuve         | Or             | Argent   | Bronze |
| --------------- | -------------- | -------- | ------ |
| Classe Standart | Morgane Floc'h | A. Munch |        |

## Tableau des médailles par nation
| Rang | Nation    | Or | Argent | Bronze | Total |
| ---- | --------- | -- | ------ | ------ | ----- |
| 1    | France    | 3  | 3      | 2      | 8     |
| 2    | Allemagne | 1  | 1      | 1      | 3     |
| 2    | Belgique  | 1  | 1      | 1      | 3     |
| 4    | Irlande   | -  | -      | 1      | 1     |

| Rang | Nation    | Or | Argent | Bronze | Total |
| ---- | --------- | -- | ------ | ------ | ----- |
| 1    | France    | 1  | -      | -      | 1     |
| 2    | Allemagne | -  | 1      | -      | 1     |